# TVP3 Rzeszów

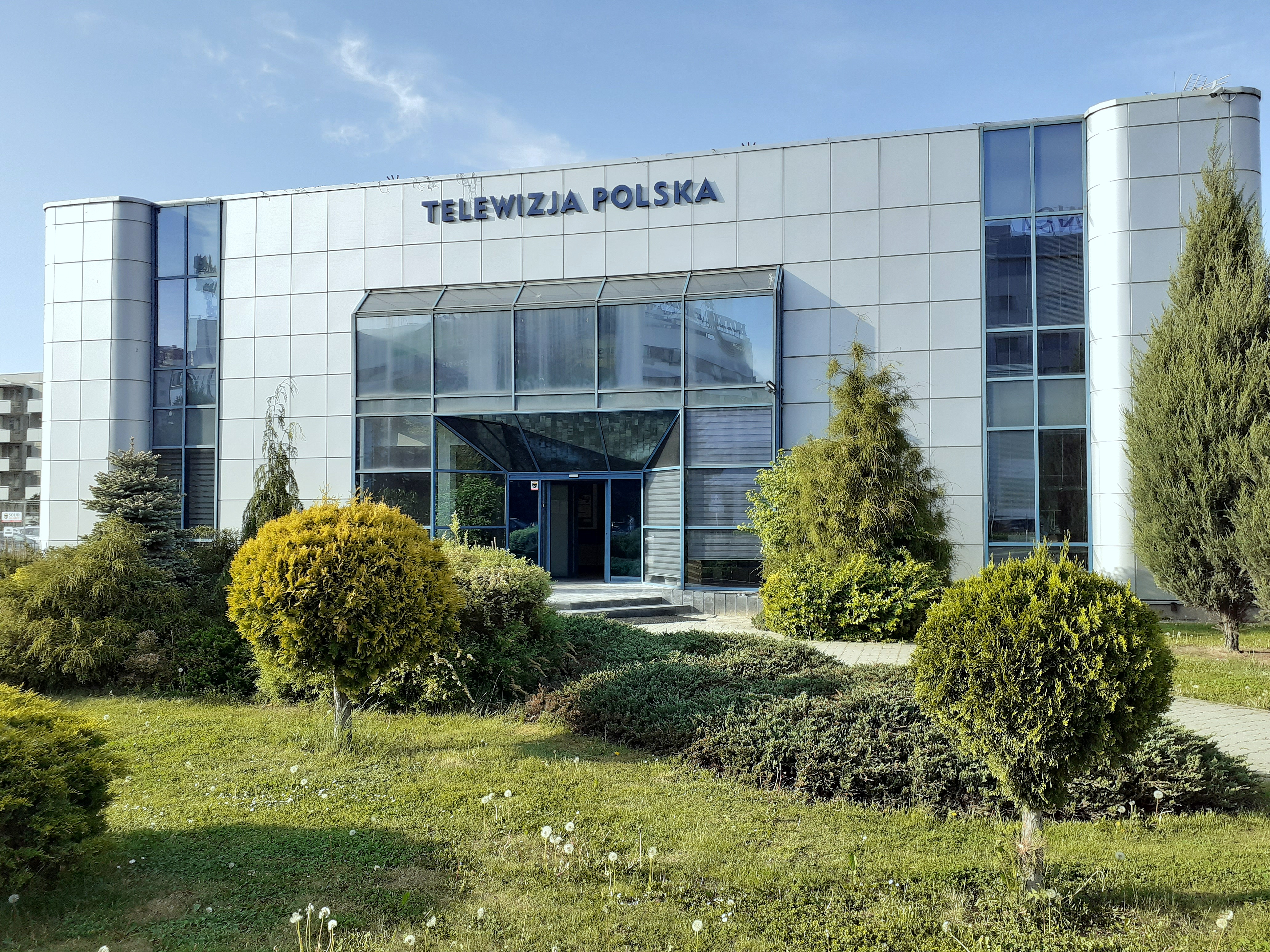
Budynek oddziału TVP przy ul. Kopisto 6 w Rzeszowie

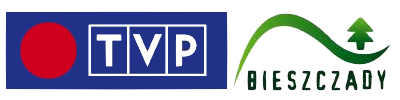
Logo kanału internetowego TVP Bieszczady, który produkował ośrodek w Rzeszowie.

TVP3 Rzeszów (Telewizja Polska SA Oddział w Rzeszowie, Telewizja Rzeszów, dawniej tvRz, TV Rzeszów, TVP Rzeszów) – oddział terenowy Telewizji Polskiej nadający swój program na terenie województwa podkarpackiego z siedzibą znajdującą się w Rzeszowie. Sztandarowym programem TVP3 Rzeszów jest serwis informacyjny Aktualności, który jest poświęcony aktualnym wiadomościom z regionu.
Kanał TVP3 Rzeszów nadawany jest bezpłatnie w ramach ogólnopolskiego trzeciego multipleksu naziemnej telewizji cyfrowej (MUX 3). Dostępny jest również w sieciach kablowych oraz bezpłatnie w Internecie dzięki stronie internetowej TVP Stream i aplikacji TVP GO.

## Historia

### Początki
Historia telewizji na Rzeszowszczyźnie sięgają lat sześćdziesiątych, gdy w 1968 roku swoją pracę reporterską jako korespondent Dziennika Telewizyjnego rozpoczął operator i dziennikarz Damazy Kwiatkowski. Jego materiały filmowe były przesyłane i emitowane z Warszawy. Kilka lat wcześniej, w 1962 roku, uruchomiono nadajnik na Suchej Górze koło Krosna, który umożliwiał odbiór programu Telewizji Polskiej na terenie ówczesnego województwa rzeszowskiego na skutek powstałego w 1958 roku Wojewódzkiego Społeczny Komitet Budowy Stacji Nadawczej na Suchej Górze. W 1969 roku Tadeusz Metz, pracownik Telewizji Polskiej i operator filmowy z ośrodka telewizji w Krakowie, został oddelegowany do pracy w Rzeszowie. W pracy pomagał mu Lucjan Góźdź, który był wtedy studentem rzeszowskiej uczelni. W telewizji pomagał wówczas jako asystent i kierowca. Rok później do zespołu dołączył dziennikarz Polskiego Radia w Rzeszowie Julian Woźniak, późniejszy kierownik redakcji telewizji w Rzeszowie.
31 stycznia 1972 roku odbyła się pierwsza emisja Panoramy Rzeszowskiej ze studia w Krakowie. Od stycznia do kwietnia 1972 roku na antenie Telewizji Kraków zostało wyemitowanych 112 tematów filmowych, 48 dźwiękowych dokrętek filmowych, 56 dźwiękowych korespondencji przygotowanych przez rzeszowski zespół, co świadczy o prężności i dynamice jego działalności w tym okresie. W 1973 roku pojawiła się wieża telewizyjna na rzeszowskim osiedlu Baranówka transmitująca drugi program TVP, tuż obok niej powstało małe studio telewizyjne z zapleczem technicznym, aby szybciej przekazywać informacje do ośrodka w Krakowie. 1 lipca tego samego roku powstała pierwsza samodzielna redakcja Telewizji Polskiej w Rzeszowie. Redakcja telewizyjna została utworzona przy redakcji Polskiego Radia w Rzeszowie, a jej kierownikiem został Julian Woźniak.
1 kwietnia 1981 roku o godz. 19:00 wyemitowano pierwszy program nadawany ze studia w Rzeszowie. Telewizja działała wówczas na zmianę przy Telewizji Kraków i Polskim Radiu Rzeszów. Od tego momentu TVP Rzeszów rozwijała się dynamicznie.

### Utworzenie oddziału Telewizji Polskiej w Rzeszowie
W lipcu 1990 roku, decyzją prezesa Komitetu ds. Radia i Telewizji Andrzeja Drawicza, powołano Ośrodek Telewizji Polskiej w Rzeszowie, którego kierowanie powierzono Bogusławowi Lasocie. Redakcja telewizyjna została wówczas częścią Polskiego Radia Rzeszów. 19 października 1990 roku Telewizja Rzeszów rozpoczęła nadawanie samodzielnego programu w paśmie regionalnym Dwójki. Dopiero 1 marca 1993 roku, na mocy ustawy z 29 grudnia 1992 roku o radiofonii i telewizji, redakcja telewizyjna w Rzeszowie przestała podlegać Radiu Rzeszów i stała się pełnoprawnym oddziałem terenowym Telewizji Polskiej.
Od 1992 roku na antenie TVP Rzeszów pieczołowicie dokumentowana i prezentowana jest działalność podkarpackich kapel ludowych, muzyków, zespołów obrzędowych. W unikatowych programach można zobaczyć nie tylko ludowych artystów, kultywujących tradycje dawnego wiejskiego muzykowania, ale także całe inscenizowane i opracowane artystycznie widowiska i wydarzenia z życia dawnej podkarpackiej wsi. Za działalność w zachowaniu kultury ludowej Telewizja Rzeszów i twórca programów kulturalnych – Jerzy Dynia zostali uhonorowani wieloma nagrodami w tym najwyższym wyróżnieniem – ogólnopolską Nagrodą im. Oskara Kolberga.
W 1994 roku po raz pierwszy rozbudowano ówczesną siedzibę telewizji przy ul. Władysława Broniewskiego na osiedlu Baranówka. Przed rozbudową całość powierzchni była mniejsza niż 200 m². W tym zawierało się studio (ok. 25 m².), portiernia, sekretariat, pokój kierownika, pomieszczenie techniczne, dwa pokoje redakcyjne oraz garaż. W tym samym roku zakupiono wóz transmisyjny w systemie analogowego komponentu (3 kamery, zapis Betacam SP i 6-kanałowy rejestrator dyskowy do realizacji powtórek), który umożliwiał realizację większych form publicystycznych, artystycznych oraz sportowych. Wóz ten był w kolejnych latach modernizowany i służy Telewizji Rzeszów do dziś. Ostatecznie został rozbudowany do 8 kamer cyfrowych w formacie 16:9.
5 stycznia 1995 roku Telewizja Rzeszów, dzięki nowej częstotliwości nadawczej z wieży na Baranówce, rozpoczęła nadawanie odrębnego codziennego kanału telewizyjnego pod nazwą TVRz w ramach utworzonej na bazie oddziałów TVP Regionalnej. Emisję programu zainaugurowano o godz. 15:00 uroczystością w sali balowej Muzeum – Zamku w Łańcucie. W ciągu kilku miesięcy po inauguracji programu jego emisja trwała ok. 9 godzin dziennie, do godz. 23:00. Program mogli oglądać mieszkańcy Rzeszowa i okolic.

### Telewizja Rzeszów w XXI wieku
Największym wyzwaniem z jakim musiała się zmierzyć Telewizja Rzeszów było poszerzenie zasięgu technicznego. W drugiej połowie lat 90. całodzienny program ośrodka w Rzeszowie był emitowany wyłącznie z nadajnika na rzeszowskiej Baranówce. Pewnym ratunkiem był fakt, że poranne i popołudniowe programy informacyjne były w tamtym okresie emitowane w paśmie Programu 2 TVP, a więc były dostępne w całym obecnym województwie podkarpackim. 30 marca 2001 roku został poszerzony zasięg naziemny Telewizji Rzeszów o tereny byłego województwa przemyskiego dzięki nadajnikowi na Tatarskiej Górze, a niedługo potem w Giedlarowej koło Leżajska. Jednak zachodnia i południowa część województwa nadal pozostawała bez możliwości odbioru TVP Rzeszów. Rozszerzenie nadawania w systemie analogowym było niemożliwe ze względu na położenie przy granicach i ukształtowanie terenu.
19 października 2001 roku redakcja przeniosła się z ciasnych pomieszczeń przy ul. Broniewskiego na ul. Kopisto, gdzie została oddana do użytku nowa siedziba rzeszowskiej telewizji z odpowiednim zapleczem i nowoczesnym studiem o powierzchni 150 m². Studio umożliwia realizację telewizyjną nie tylko audycji informacyjnych, ale także większych form z udziałem publiczności, nagrywanie kameralnych koncertów i programów publicystycznych.
Od 2001 roku stacje telewizyjne z Czech (Ostrawy i Brna), Słowacji (Koszyc i Bańskiej Bystrzycy), Węgier (Segedyna i Miszkolca) oraz Polski (Rzeszowa i Krakowa) tworzą wspólnie program Kwartet, emitowany raz w miesiącu na antenach tych kanałów. Telewizja Rzeszów co roku organizuje akcje charytatywne tj. „Światełko dla Łyczakowa” – akcja zbierania zniczy, zapalanych w dniu Wszystkich Świętych na Cmentarzu Łyczakowskim, czy zbiórki książek dla polskich szkół na Ukrainie. TVP Rzeszów relacjonuje i transmituje wszystkie ważne wydarzenia kulturalne – m.in. Festiwal Muzyczny w Łańcucie, Międzynarodowy Festiwal Muzyki Organowej i Kameralnej w bazylice leżajskiej, Międzynarodowy Festiwal Muzyki Dawnej „Pieśni naszych korzeni” w Jarosławiu, Festiwal im. Adama Didura w Sanoku, koncerty w Filharmonii Podkarpackiej (dawniej nazywana Filharmonią Rzeszowską) premiery teatralne, wystawy oraz Europejski Stadion Kultury.
3 marca 2002 roku program rzeszowskiego ośrodka rozpoczął nadawanie w ramach pasm lokalnych stacji informacyjno-regionalnej TVP3 Regionalnej jako TVP3 Rzeszów. 7 marca 2003 roku TVP3 Rzeszów zmieniła logo i oprawę graficzną tak jak pozostałe programy Telewizji Polskiej. 2 kwietnia 2004 roku rzeszowska telewizja jako pierwsza w kraju rozpoczęła testowe nadawanie programu cyfrowego na tak dużą skalę uruchomiając cyfrowy nadajnik na Suchej Górze k. Krosna. Od 6 października 2007 roku do 31 sierpnia 2013 roku ośrodek w Rzeszowie nadawał w pasmach lokalnych kanału informacyjnego TVP Info jako TVP Rzeszów.
W 2008 roku zakupiono wóz do transmisji satelitarnej (DSNG), który jest obecnie wyposażony w technologię HD. Wykorzystując posiadane 4 tory kamerowe pozwala on na realizację bezpośrednich relacji, a także na produkcję małych form publicystycznych na antenę regionalną i dla anten ogólnopolskich. W późniejszych latach wdrożono system oparty na nośnikach optycznych (XDCAM), nową generację kamer HD i rejestratorów (zapis w formacie MPEG IMX). Jednocześnie w latach 2008–2010 przestarzałą, analogową technologię zapisu Betacam SP zaczęto zastępować cyfrowym systemem opartym na nośnikach optycznych (XDCAM), nową generację kamer HD i rejestratorów (zapis w formacie MPEG IMX). Od kilku lat wykorzystywane są urządzenia do przesyłania materiału i wejść „na żywo”, wykorzystujące telefonię komórkową LTE. Obecnie emisja programu lokalnego odbywa się wyłącznie na podstawie plików cyfrowych.
30 grudnia 2010 roku program lokalny Telewizji Rzeszów ostatni raz był retransmitowany na antenie Dwójki. Od 25 lutego 2013 roku rzeszowski program regionalny można oglądać bezpłatnie w Internecie dzięki stronie internetowej i aplikacji TVP Stream. 19 marca 2013 roku rozpoczęto procesu cyfryzacji na Podkarpaciu, tego dnia uruchomiono nadajniki cyfrowe w Rzeszowie i na Suchej Górze k. Krosna. 17 czerwca 2013 roku uruchomiono nadajniki MUX 3 na Górze Jawor k. Soliny i w Przemyślu, a 23 lipca 2013 roku w Giedlarowej k. Leżajska. Od 1 września 2013 roku do 2 stycznia 2016 roku program TVP Rzeszów był nadawany na TVP Regionalna. 28 kwietnia 2014 roku zakończono proces cyfryzacji na Podkarpaciu. Dzięki uruchomieniu nadajników w Tarnobrzegu/Machowie i na Górze Św. Marcina k. Tarnowa program z Rzeszowa jest dostępny na terenie całego województwa podkarpackiego. Stacje nadawcze i doświetlające zapewniają dotarcie z programem TVP3 Rzeszów do 99,5% mieszkańców. W dniach 25–27 lipca 2014 roku ośrodek regionalny w Rzeszowie realizował materiały na kanał internetowy TVP Bieszczady, który był emitowany na platformie HbbTV.
2 stycznia 2016 roku powrócono do dawnej nazwy TVP3 Rzeszów w związku ze zmianą nazwy z TVP Regionalna na TVP3. W 2016 roku zespół Aktualności utrzymał nagrodę GRAND PRIX 23. Przeglądu i Konkursu Dziennikarskiego Oddziałów Terenowych TVP SA w kategorii najlepszy program informacyjny. Od 2017 roku Telewizja Rzeszów razem z Polskim Radiem Rzeszów organizują Dino TOP Festival, a od 5 lipca 2019 roku realizują wakacyjny program pod nazwą Piątek z Radiem w Telewizji. Od 14 lutego 2022 roku TVP3 Rzeszów można oglądać bezpłatnie dzięki aplikacji TVP GO dostępnej na systemach iOS i Android. 19 grudnia 2023 roku program TVP3 Rzeszów rozpoczął emisję w jakości HD.

## Nadajniki naziemne TVP3 Rzeszów

### Obszary nadawania
- od 19 października 1990 do 31 grudnia 1998 – województwa: krośnieńskie, rzeszowskie i przemyskie
- od 1 stycznia 1999 do dziś – województwo podkarpackie

### Nadajniki analogowe wyłączone w 2013 roku
| Typ obiektu | Nazwa obiektu          | Częstotliwość (MHz) | Kanał | Charakterystyka promieniowania | Polaryzacja | Moc (kW) | Data wyłączenia nadajnika |
| ----------- | ---------------------- | ------------------- | ----- | ------------------------------ | ----------- | -------- | ------------------------- |
| RTCN        | Przemyśl/Tatarska Góra | 775,25 MHz          | 59    | kierunkowa (D)                 | pozioma (H) | 10 kW    | 17 czerwca 2013           |
| RTCN        | Leżajsk/Giedlarowa     | 767,25 MHz          | 58    | dookólna (ND)                  | pozioma (H) | 10 kW    | 23 lipca 2013             |
| RTON        | Rzeszów/Baranówka      | 623,25 MHz          | 40    | dookólna (ND)                  | pozioma (H) | 1 kW     | 19 marca 2013             |
| TSR         | Strzyżów/Działy        | 711,25 MHz          | 51    | kierunkowa (D)                 | pozioma (H) | 0,1 kW   | 19 marca 2013             |

Opracowano na podstawie materiału źródłowego

### Nadajniki cyfrowe DVB-T2MUX 3
Odbiór stacji dzięki naziemnej telewizji cyfrowej jest możliwy w całym województwie podkarpackim. Dzięki nadajnikom małej mocy (tzw. doświetlających) sygnał TVP3 Rzeszów może być odbierany na terenach górskich: Beskidu Niskiego i Bieszczadów. Odbiór TVP3 Rzeszów jest możliwy we fragmentach województw ościennych: małopolskiego, lubelskiego i świętokrzyskiego oraz na przygranicznych terenach Słowacji i Ukrainy. Kanał jest dostępny także w sieciach kablowych na terenie województwa podkarpackiego (sieci kablowe mają obowiązek udostępniać regionalny program TVP właściwy dla danego województwa).
Wszystkie nadajniki są położone w województwie podkarpackim z wyjątkiem nadajnika RTON Góra św. Marcina, który znajduje się w województwie małopolskim. 23 maja 2022 roku ze względu na zmianę standardu nadawania na DVB-T2/HEVC (nie dotyczyło to MUX 3 i MUX 8) w województwach łódzkim, małopolskim, opolskim, podkarpackim, śląskim, świętokrzyskim, w części województw lubelskiego i mazowieckiego oraz w pozostałej części wielkopolskiego oraz tzw. refarming, czyli zwolnienie kanałów telewizyjnych na potrzeby telefonii komórkowej, niektóre emisje przeniesiono na nowe częstotliwości, uruchomiono nowe albo zwiększono moc emisji z dotychczasowych nadajników. 19 grudnia 2023 roku zmieniono standard nadawania nadajników MUX 3 na DVB-T2/HEVC.

#### Stacje główne
| Typ obiektu | Nazwa obiektu           | Częstotliwość (MHz) | Kanał | Charakterystyka promieniowania | Polaryzacja | Moc (kW) | Data uruchomienia nadajnika |
| ----------- | ----------------------- | ------------------- | ----- | ------------------------------ | ----------- | -------- | --------------------------- |
| RTCN        | Rzeszów/Sucha Góra      | 538 MHz             | 29    | dookólna (ND)                  | pozioma (H) | 100 kW   | 19 marca 2013               |
| RTCN        | Leżajsk/Giedlarowa      | 514 MHz             | 26    | dookólna (ND)                  | pozioma (H) | 70 kW    | 23 lipca 2013               |
| RTON        | Tarnów/Góra św. Marcina | 538 MHz             | 29    | kierunkowa (D)                 | pozioma (H) | 30 kW    | 28 kwietnia 2014            |
| TON         | Tarnobrzeg/Machów       | 514 MHz             | 26    | kierunkowa (D)                 | pozioma (H) | 23,2 kW  | 28 kwietnia 2014            |
| RTON        | Solina/Góra Jawor       | 538 MHz             | 29    | dookólna (ND)                  | pozioma (H) | 20 kW    | 17 czerwca 2013             |
| RTCN        | Przemyśl/Tatarska Góra  | 514 MHz             | 26    | kierunkowa (D)                 | pozioma (H) | 20 kW    | 17 czerwca 2013             |
| TON         | Cieszanów               | 514 MHz             | 26    | kierunkowa (D)                 | pozioma (H) | 5 kW     | 23 lipca 2013               |
| RTON        | Rzeszów/Baranówka       | 538 MHz             | 29    | dookólna (ND)                  | pozioma (H) | 3,7 kW   | 19 marca 2013               |

#### Stacje doświetlające (TSR)
| Nazwa obiektu                  | Częstotliwość (MHz) | Kanał | Charakterystyka promieniowania | Polaryzacja | Moc (kW) | Data uruchomienia nadajnika |
| ------------------------------ | ------------------- | ----- | ------------------------------ | ----------- | -------- | --------------------------- |
| Pruchnik/Wzniesienie Na Zadach | 514 MHz             | 26    | dookólna (ND)                  | pozioma (H) | 0,095 kW | 17 czerwca 2013             |
| Stuposiany/Góra Czereszna      | 538 MHz             | 29    | kierunkowa (D)                 | pozioma (H) | 0,043 kW | 19 marca 2013               |
| Strzyżów/Działy                | 538 MHz             | 29    | kierunkowa (D)                 | pozioma (H) | 0,04 kW  | 19 marca 2013               |
| Dynów/Góra Winnica             | 538 MHz             | 29    | kierunkowa (D)                 | pozioma (H) | 0,031 kW | 19 marca 2013               |
| Rzepedź/Góra Sokoliska         | 538 MHz             | 29    | kierunkowa (D)                 | pozioma (H) | 0,025 kW | 19 marca 2013               |
| Posada Jaśliska                | 538 MHz             | 29    | kierunkowa (D)                 | pozioma (H) | 0,02 kW  | 19 marca 2013               |
| Teodorówka/Dukla               | 538 MHz             | 29    | kierunkowa (D)                 | pozioma (H) | 0,02 kW  | 19 marca 2013               |
| Tylawa/Góra Dział              | 538 MHz             | 29    | dookólna (ND)                  | pozioma (H) | 0,02 kW  | 19 marca 2013               |
| Majdan                         | 538 MHz             | 29    | kierunkowa (D)                 | pozioma (H) | 0,019 kW | 19 marca 2013               |
| Hoczew/Góra Czekaj             | 538 MHz             | 29    | dookólna (ND)                  | pozioma (H) | 0,018 kW | 19 marca 2013               |
| Baligród/Góra Kiczera          | 538 MHz             | 29    | dookólna (ND)                  | pozioma (H) | 0,018 kW | 19 marca 2013               |
| Iwonicz-Zdrój/Excelsior        | 538 MHz             | 29    | dookólna (ND)                  | pozioma (H) | 0,017 kW | 19 marca 2013               |
| Zatwarnica/Góra Wierszek       | 538 MHz             | 29    | dookólna (ND)                  | pozioma (H) | 0,017 kW | 19 marca 2013               |
| Ustrzyki Dolne/Góra Gromadzyń  | 538 MHz             | 29    | dookólna (ND)                  | pozioma (H) | 0,016 kW | 17 czerwca 2013             |
| Trójca/Góra Jaworów            | 538 MHz             | 29    | dookólna (ND)                  | pozioma (H) | 0,015 kW | 19 marca 2013               |
| Polana/Góra Szeroka Łąka       | 538 MHz             | 29    | kierunkowa (D)                 | pozioma (H) | 0,014 kW | 19 marca 2013               |
| Tarnawa/Góra Makówka           | 538 MHz             | 29    | kierunkowa (D)                 | pozioma (H) | 0,013 kW | 19 marca 2013               |
| Komańcza/Góra Krymieniec       | 538 MHz             | 29    | kierunkowa (D)                 | pozioma (H) | 0,013 kW | 19 marca 2013               |
| Cisna/Góra Potoczyszcze        | 538 MHz             | 29    | kierunkowa (D)                 | pozioma (H) | 0,013 kW | 19 marca 2013               |
| Kalnica/Góra Wideta            | 538 MHz             | 29    | kierunkowa (D)                 | pozioma (H) | 0,012 kW | 19 marca 2013               |
| Bircza/Góra Kamienna           | 538 MHz             | 29    | kierunkowa (D)                 | pozioma (H) | 0,011 kW | 19 marca 2013               |
| Wołkowyja/Góra Czaków          | 538 MHz             | 29    | dookólna (ND)                  | pozioma (H) | 0,01 kW  | 19 marca 2013               |
| Olszanica/Góra Kiczera         | 538 MHz             | 29    | kierunkowa (D)                 | pozioma (H) | 0,01 kW  | 19 marca 2013               |
| Krzemienna/Góra Mały Dział     | 538 MHz             | 29    | kierunkowa (D)                 | pozioma (H) | 0,01 kW  | 19 marca 2013               |
| Rymanów-Zdrój/wzn. Zamczyska   | 538 MHz             | 29    | kierunkowa (D)                 | pozioma (H) | 0,01 kW  | 19 marca 2013               |
| Solina/Góra Plasza             | 538 MHz             | 29    | kierunkowa (D)                 | pozioma (H) | 0,01 kW  | 19 marca 2013               |
| Zahoczewie/Góra Szerokie       | 538 MHz             | 29    | dookólna (ND)                  | pozioma (H) | 0,01 kW  | 19 marca 2013               |
| Czarna                         | 538 MHz             | 29    | kierunkowa (D)                 | pozioma (H) | 0,01 kW  | 19 marca 2013               |
| Lutowiska                      | 538 MHz             | 29    | kierunkowa (D)                 | pozioma (H) | 0,01 kW  | 19 marca 2013               |
| Sanok/Góra Parkowa             | 538 MHz             | 29    | dookólna (ND)                  | pozioma (H) | 0,01 kW  | 19 marca 2013               |

Opracowano na podstawie materiału źródłowego.

## Programy TVP3 Rzeszów
Ramówka obejmuje m.in. programy informacyjne z regionu, publicystyczne, przyrodnicze, reportaże, transmisje z mszy świętych, transmisje sportowe oraz relacje z koncertów, spektakli i wystaw.

### Programy własne (stan na wiosnę 2022)
Informacja i publicystyka

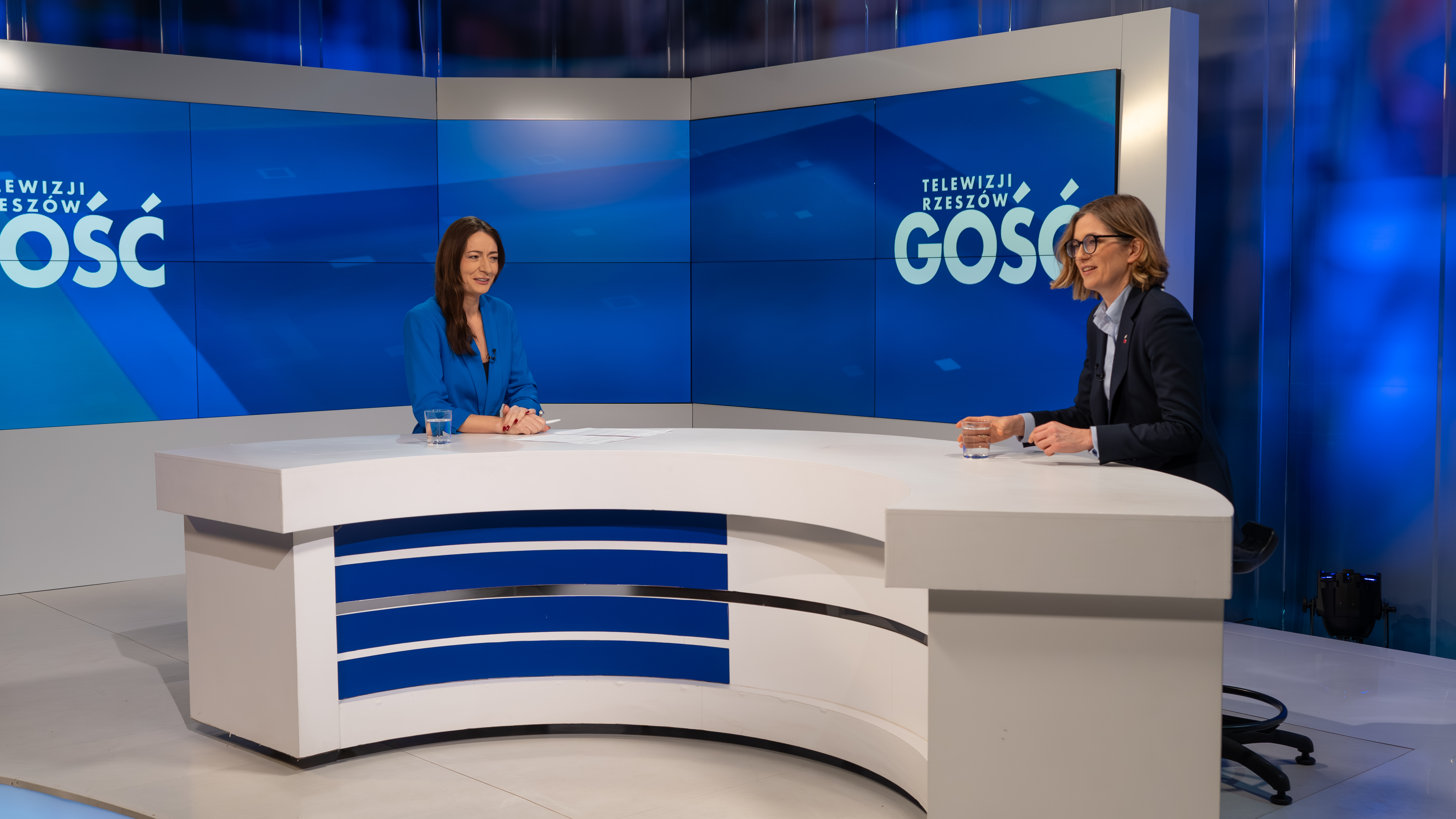
Beata Bartman i Magdalena Biejat w studiu programu Gość TVP3 Rzeszów (2025)

- Aktualności (TVP3 Rzeszów) (od 1990 roku) – program informacyjny
- Новини – Війна в Україні (pol. Aktualności – Wojna na Ukrainie) (od 2 kwietnia 2022 roku) – cotygodniowy program informacyjny skierowany do społeczności ukraińskiej[34]
- Pogoda (TVP3 Rzeszów) (od 1990 roku) – prognoza pogody
- Konkrety i opinie (od 2013 roku) – program publicystyczny
- Kopisto 6 (od 2018 roku) – podsumowanie wydarzeń mijającego tygodnia
- Gość TVP3 Rzeszów (od 2013 roku) – komentarze do aktualnych wydarzeń z regionu
- Studio Lwów (od 2020 roku) – magazyn przygotowywany przez polskich dziennikarzy mieszkających we Lwowie

Sport
- Sport wydarzenia – najnowsze informacje sportowe, relacje z najważniejszych wydarzeń sportowych w regionie.

Społeczeństwo
- Kwartet (od 2001 roku) – magazynie państw Czwórki Wyszehradzkiej realizowanym przez dziennikarzy z Czech, Węgier, Słowacji i Polski.
- Interwencje Aktualności (od 2018 roku) – program porusza sprawy i tematy zgłaszane przez widzów.
- Liczy się pasja (od 2018 roku) – każdy bohater programu to osobna historia przepełniona pasją, miłością do ludzi i szukaniem sensu tam, gdzie pozornie go nie ma.
- Paragraf (od 2018 roku) – najgłośniejsze sprawy sądowe, kulisy akcji policji i innych służb, zatrzymania groźnych przestępców, ale też kulisy pracy policji np. laboratorium kryminalistycznego.
- Kronika policyjna – magazyn kryminalny (od 2012 roku)

Religia
- Magazyn katolicki (od 2011 roku)

Historia
- Zakamarki przeszłości (od 2011 roku)
- Nielegalne kościoły (od 2022 roku)
- Podkarpackie tablice i inskrypcje (od 2018 roku) – autorki odkrywają i przybliżają ciekawe wydarzenia i wspaniałych ludzi, upamiętnionych w inskrypcjach i pamiątkowych tablicach na terenie Podkarpacia.
- Historia (od 2014 roku) – portrety bohaterów, rocznice ważnych wydarzeń historycznych...

Kultura i sztuka
- Magazyn kultury (od 2015 roku)
- Podkarpacka Scena Przebojów (od 2018 roku)
- Wydarzenia (od 2011 roku) – relacje z koncertów
- Stacja Rzeszów Główny (od 2011 roku)
- Spotkanie z folklorem (od 2011 roku)

Przyroda i ekologia
- Odkrywanie Podkarpacia
- Ścieżką przez las (od 2015 roku)

Nauka i edukacja
- EDU Przystanek (od 2021 roku) – nowatorskie pomysły, innowacyjne technologie i formy zajęć, które podnoszą efektywność nauki dzieci i młodzieży
- Moda na język polski (od 2019 roku) – program Adama Bieniasa z udziałem prof. Kazimierza Ożoga

Wypoczynek i rekreacja
- Poznaj Podkarpackie (od 2019 roku) – dziennikarze odwiedzają miejscowości województwa podkarpackiego
- Odkryj regiony (od 2020 roku) – program realizowany i emitowany przez Telewizję Rzeszów, Kielce, Białystok i Wrocław. W każdym odcinku dziennikarze czterech stacji zapraszają sąsiadów z pobliskich regionów do odwiedzenia i poznania po jednej atrakcji turystycznej.
- Rusz się człowieku (od 2013 roku) – program zachęcający do prowadzenia zdrowego trybu życia

### Programy nieemitowane w TVP3 Rzeszów (niepełna lista)
Informacje
- Poranek z TVP3 Rzeszów (2016)

Gospodarka
- Podkarpackie Skarby RPO (2019)
- iKocham to miasto (2018)
- Kapitalne miasto (2016-2018)
- Przystanek wschód (2017)
- wPROwadzamy zmiany (2016-2021)

Społeczeństwo
- Moje miasto (2014-2020)
- PROWadzimy na starcie! (2017-2019)
- Społeczne Podkarpacie (2017-2019)
- Jak to się robi (2019)

Religia
- My Wiarygodni (2019-2020)

Kultura i sztuka
- Miejsce do… czytania (2015-2020)
- Strefa brzmienia (2020-2021) – w programie przedstawiani są przede wszystkim podkarpaccy twórcy muzyki jazzowej

### Programy TVP3 Rzeszów na antenach ogólnopolskich (niepełna lista)
Programy wyprodukowane dla TVP1
- Kraj
- Wakacyjny poradnik rodzinny
- Zamki kresowe Rzeczypospolitej (2004–2005)

Programy wyprodukowane dla TVP3
- Bieszczadzkie klimaty (2002)
- Gospodarka Tu i Teraz (od 2020 roku) – przegląd najważniejszych informacji ekonomicznych[44]
- Gospodarka w kwarantannie (2020) – program realizowany w Rzeszowie jest przygotowywany wspólnie z dziennikarzami z ośrodków regionalnych Telewizji Polskiej z całego kraju[44].
- Europejczycy (2014-2020) – magazyn o Unii Europejskiej
- Rusz się człowieku (od 2013 roku) – program zachęcający do prowadzenia zdrowego trybu życia
- Z Andrusem po Galicji (2015-2020) – Artur Andrus odwiedza miasta dawnej Galicji, poznaje ich historię oraz dokonania mieszkańców
- Moda na język polski (od 2019 roku) – program Adama Bieniasa z udziałem prof. Kazimierza Ożoga

Programy wyprodukowane dla TVP Polonia
- Studio Lwów (od 2020 roku) – magazyn przygotowywany przez polskich dziennikarzy mieszkających we Lwowie

## Logo (od 1995 roku)
| Okres wykorzystywania             | Opis | Ilustracja |
| --------------------------------- | --- | ---------- |
| 5 stycznia 1995 – 1997            | Stylizowany, czarny napis tv, obok niego stylizowany, granatowy napis Rz. Logo posiada białą obwódkę. |            |
| 1998 – jesień 2000                | Podobne do poprzedniego. Zielona litera t, czerwona litera v i niebieskie litery Rz. Logo posiada białą obwódkę. |            |
| jesień 2000 – 2001                | Po lewej stronie paski w barwach ówczesnej TVP. Obok obowiązujące w tamtym czasie logo nadawcy. Po prawej stronie cyfra 3. Paski z cyfrą 3 są połączone „łyżwą” nad której dolną częścią znajduje się napis Rzeszów. |            |
| 2001 – 6 marca 2003               | Logo podobne do poprzedniego, z tym że usunięto z niego „łyżwę” i rozszerzono napis Rzeszów. |            |
| 7 marca 2003 – 30 listopada 2007  | Na zielonym tle logo TVP3, pod spodem napis Rzeszów. Na ekranie logo krystaliczne (od 6 października do 30 listopada 2007 bez cyfry 3).                                                                              |            |
| 1 grudnia 2007 – 31 sierpnia 2013 | Logo podobne do logo stacji TVP Info – zamiast napisu INFO jest napis Rzeszów. |            |
| 1 września 2013 – 1 stycznia 2016 | Białe logo TVP, poniżej napis Rzeszów; wszystko na zielonym tle. Logo występuje także w odwrotnej wersji kolorystycznej.                                                                                             |            |
| od 2 stycznia 2016 roku           | Na granatowym tle logo TVP3, pod spodem napis Rzeszów. |            |

## Dyrektorzy TVP3 Rzeszów
| okres pełnienia funkcji | okres pełnienia funkcji | imię i nazwisko                            |
| od                      | do                      | imię i nazwisko                            |
| ----------------------- | ----------------------- | ------------------------------------------ |
| 1990                    | 2003                    | Bogusław Lasota                            |
| 2003                    | 2006                    | Adam Czartoryski                           |
| 2006                    | 2009                    | Jerzy Oleszkowicz                          |
| 21 stycznia 2009        | 28 stycznia 2009        | Tadeusz Górczyk                            |
| 28 stycznia 2009        | 31 maja 2009            | Tomasz Pajęcki                             |
| 2009                    | 2010                    | Jerzy Oleszkowicz                          |
| 2012                    | 2016                    | Jacek Szarek                               |
| marzec 2016             | grudzień 2018           | Józef Matusz                               |
| grudzień 2018           | luty 2019               | Józef Oleszkowicz (jako p.o. dyrektora)    |
| luty 2019               | 29 grudnia 2023         | Józef Matusz                               |
| 29 grudnia 2023         | 9 lutego 2024           | Katarzyna Wrzesińska (jako p.o. dyrektora) |
| 9 lutego 2024           | nadal                   | Marcin Pawlak (jako p.o. dyrektora)        |

Opracowano na podstawie materiału źródłowego